# Широковский, Вадим Петрович
Вадим Петрович Широковский (17 января 1933 — 27 февраля 2025) — российский учёный в области теории твердого тела, доктор физико-математических наук (1975), профессор (1981), директор Физико-технического института Удмуртского научного центра УрО РАН (1991—2002), заслуженный деятель науки РФ (1999).

## Биография
Родился 17.01.1933 в Свердловске в семье служащего, репрессированного в 1937 г.
Окончил физико-математический факультет Уральского государственного университета (1955).
С 1955 г. младший научный сотрудник отдела теоретической физики Института физики металлов УНЦ АН СССР (Свердловск). В 1960 г. защитил кандидатскую диссертацию «Метод теории групп в электронной теории полупроводников».
Обзор, написанный им вместе с научным руководителем Анатолием Вячеславовичем Соколовым и опубликованный в 1960 году в журнале «Успехи физических наук», включил в свой теоретический минимум Лев Давидович Ландау.
С 1960 по 1964 г. работал в ядерном центре, п/я 150, Челябинск-70 (г. Снежинск), сотрудник отдела Н. Н. Яненко в математическом секторе, одновременно преподавал в местном филиале МИФИ.
В 1964 г. вернулся в Институт физики металлов, старший научный сотрудник. Руководил группой, разработавшей методики расчета электронной зонной структуры твердых тел и связанных с ними свойств.
В 1977 г. переехал в Ижевск, где был открыт отдел ИФМ, возглавил лабораторию теоретической физики.
В 1983 г., когда отдел был преобразован в Физико-технический институт УрО АН СССР, стал заместителем директора по науке. С 1991 по 2002 г. директор института.
Доктор физико-математических наук (1977); диссертация:
- Теоретическое исследование электронного спектра кристаллов : диссертация … доктора физико-математических наук : 01.04.07. — Свердловск, 1975. — 235 с. : ил.

Профессор (1981).
Сфера научных интересов — применение методов теории групп в физике твёрдого тела, разработка теоретических моделей и числовых методов расчёта «из первых принципов» электронных состояний переходных металлов и связанных с ними физических свойств этих металлов.
Заслуженный деятель науки РФ (1999).

## Сочинения
- В. В. Дякин, В. П. Широковский, «Нули собственных функций квазипериодической задачи», Дифференц. уравнения, 10:4 (1974), 624—628
- В. В. Дякин, В. П. Широковский, «Оценка скорости сходимости метода функции Грина в расчетах электронных спектров», Ж. вычисл. матем. и матем. физ., 12:2 (1972), 532—537
- Вепрев А. Г. , Широковский В. П. Поверхность Ферми, тепловая и оптическая массы в ванадии. — Физ . метал. и металловед., 1979, т. 48, с. 19—24.

Перевёл с немецкого языка книгу:
- Теория групп в физике твердого тела / Штрайтвольф Г. ; ред. Вонсовский С. В. ; пер Широковский В. П. — М.: Изд-во «Мир», 1971. — 262 с.